# تونس في الألعاب الأولمبية الصيفية 2020
تونس من المتوقع أن يشارك في الألعاب الأولمبية الصيفية 2020 في طوكيو. كان من المقرر أصلاً عقدها في الفترة من 24 يوليو إلى 9 أغسطس 2020، وقد تم تأجيل الألعاب إلى 23 يوليو إلى 8 أغسطس 2021 بسبب جائحة فيروس كورونا. شارك الرياضيون التونسيين في جميع الألعاب الأولمبية الصيفية بإستثناء الألعاب الأولمبية الصيفية 1980 بسبب الدعم الجزئي للحملة التي قادتها الولايات المتحدة الأمريكية للاحتجاج على الحرب السوفياتية في أفغانستان.

## الرياضيّون
تستعرض القائمة التالية عدد الريّاضيّين التونسيين المشاركين في هذه الدورة.
| الرياضة       | رجال | نساء | المجموع |
| ------------- | ---- | ---- | ------- |
| الكرة الطائرة | 12   | 0    | 12      |
| المصارعة      | 6    | 4    | 10      |
| المبارزة      | 2    | 6    | 8       |
| رفع الأثقال   | 3    | 2    | 5       |
| ركوب الكنو    | 2    | 2    | 4       |
| الإبحار       | 1    | 3    | 4       |
| ألعاب القوى   | 2    | 1    | 3       |
| الجودو        | 0    | 3    | 3       |
| النبالة       | 1    | 1    | 2       |
| التجديف       | 0    | 2    | 2       |
| الرماية       | 1    | 1    | 2       |
| السباحة       | 2    | 0    | 2       |
| تنس الطاولة   | 1    | 1    | 2       |
| التايكوندو    | 1    | 0    | 1       |
| التنس         | 0    | 1    | 1       |
| المجموع       | 34   | 29   | 63      |